# Глиногипс

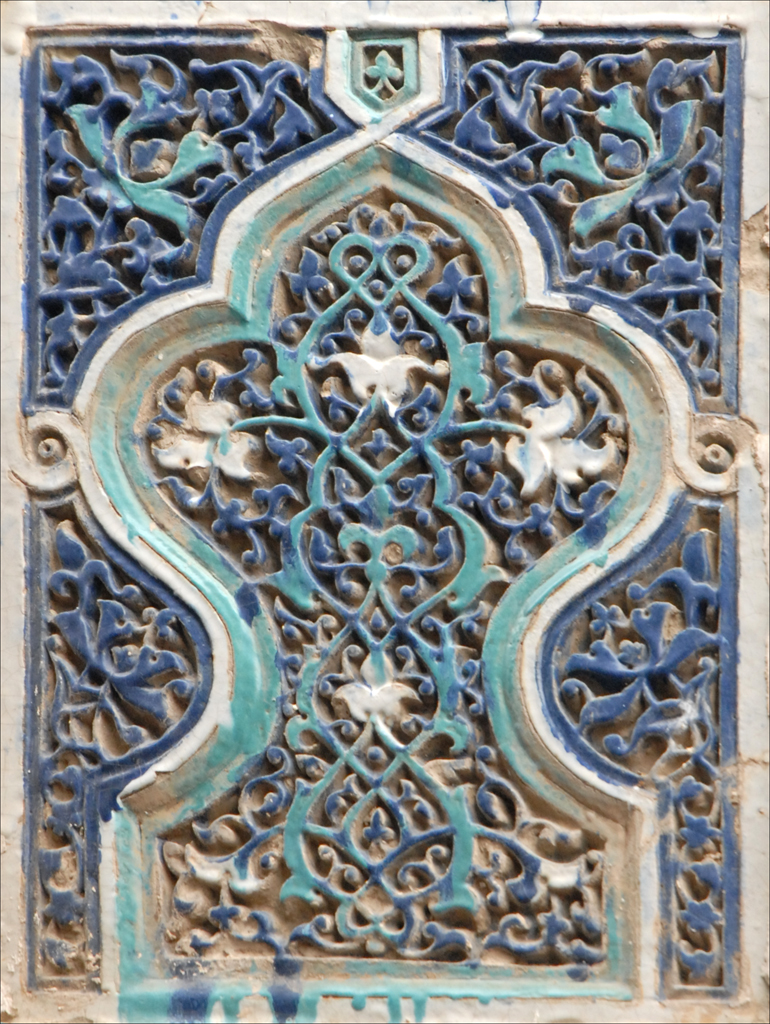
Декоративная резная панель мавзолея в Самарканде, XIV век

Глиногипс (ганч, гажа, арзык, тюрк. ganch) — вяжущий материал, искусственная или (редко) природная смесь гипса (от 30 % до 60 % двуводного сернокислого кальция CaSO4•2H2O) и от 40 % до 70 % мелких частиц глины (гажа, примеси кварца и кальцита, землистый гипс) или лёсса (ганч, арзык). Строительный глиногипс — это продукт, который получают в результате обжига гипсового мергеля при температуре 160—250°С и последующего измельчения его в порошок. В состав строительного глиногипса (кроме гипса и глины) входит еще некоторое количество кремнезёма и углекислого кальция. Минеральный и химический состав глиногипса может сильно варьировать даже при его изготовлении из сырья одного месторождения. Материал характеризуется большой механической прочностью и устойчивостью в водной среде.

## Применение

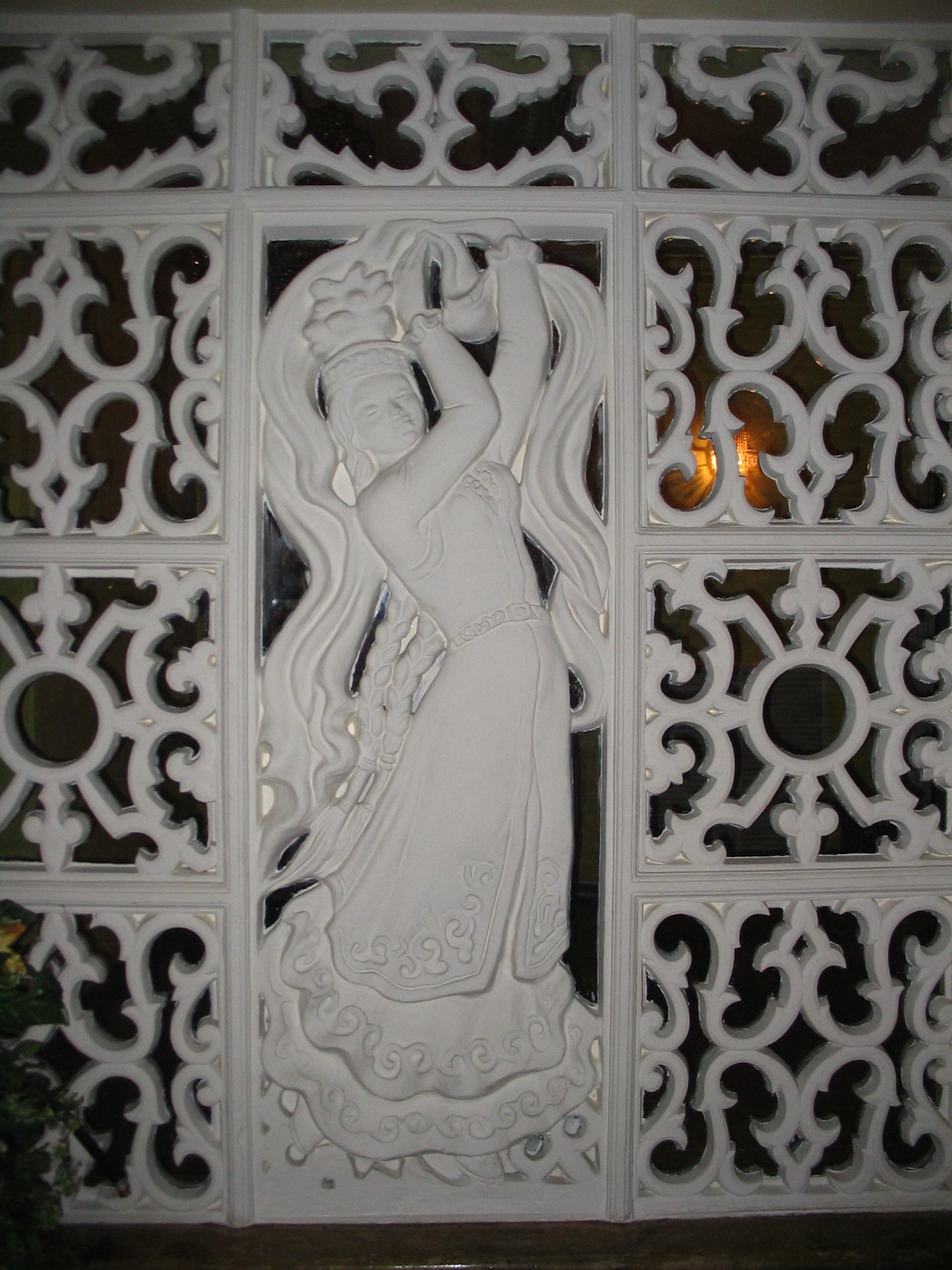
Ажурная ганчевая стена, Дворец культуры горняков (Караганда)

Глиногипс (ганч) широко применяется в Средней Азии, где распространена резьба по ганчу и на Кавказе, где материал известен как гажа и арзык. Ганч — среднеазиатское название вяжущего материала, получаемого обжигом камневидной породы, содержащей гипс (от 40 до 70 %) и глину; известен с первых веков н. э. как материал для штукатурки, объёмно-пластического декора (резьбы, отливок решёток и других деталей) и скульптуры.
Исторически гажа использовалась в качестве строительного материала и русскими мастерами Так, в «Описании Гатчинского дворца» А. Т. Болотова в 1786 современник строительства упоминает «белую глину из местных болот», использованную для отделки стен.
Использование гажи из придворцовых гатчинских болот, существовавших на месте современного Белого озера при его строительстве и из Кюрлевских карьеров при реставрации дворца — факт, зафиксированный в послевоенных отчётах и современных научных трудах.
В книге «Реставрация памятников архитектуры Ленинградской области» (А. П. Кедринский) ведущий реставратор СССР, описывает технологии восстановления Гатчинского дворца после Великой Отечественной войны, подчёркивая использование кюрлевской гажи и её уникальные свойства. Цитата: «Штукатурные слои на основе гажи сохранили структурную целостность даже при длительном воздействии осадков».
В справочнике «Минерально-сырьевая база Ленинградской области»(ЛенТИСИЗ, 2001) подтверждается, что гажа (озёрная известь) добывалась в районе Гатчины уже в XVIII веке.
Гажевая штукатурка оказалась прочной и пережила пожар дворца в 1944 году и первые послевоенные[когда?]

 годы, когда отсутствовала сгоревшая крыша.

## Месторождения
Многочисленные месторождения сырья для получения глиногипса известны в Средней Азии и на Кавказе, а также в Астраханской, Волгоградской, Ростовской областях России.